# Estación Hospital Policial Nacional
Estación Hospital Policial Nacional(Gyeongchalbyeongwon-yeok) es una estación subterránea de Seoulmetro que está en Garakbon-dong, Sonpa-gu, Seúl. En cercano, está situado el Hospital Policial Nacional y considerando a la demanda de los ancianos y los discapacitados por la característica de la zona, está instalado, por primero en Corea, el punto de apoyo para la seguridad(Gap-Zero) en la plataforma.

## Historia
- 29 Oct 2009: Determinación del nombre
- 18 Feb 2010: Inauguración

## Galería

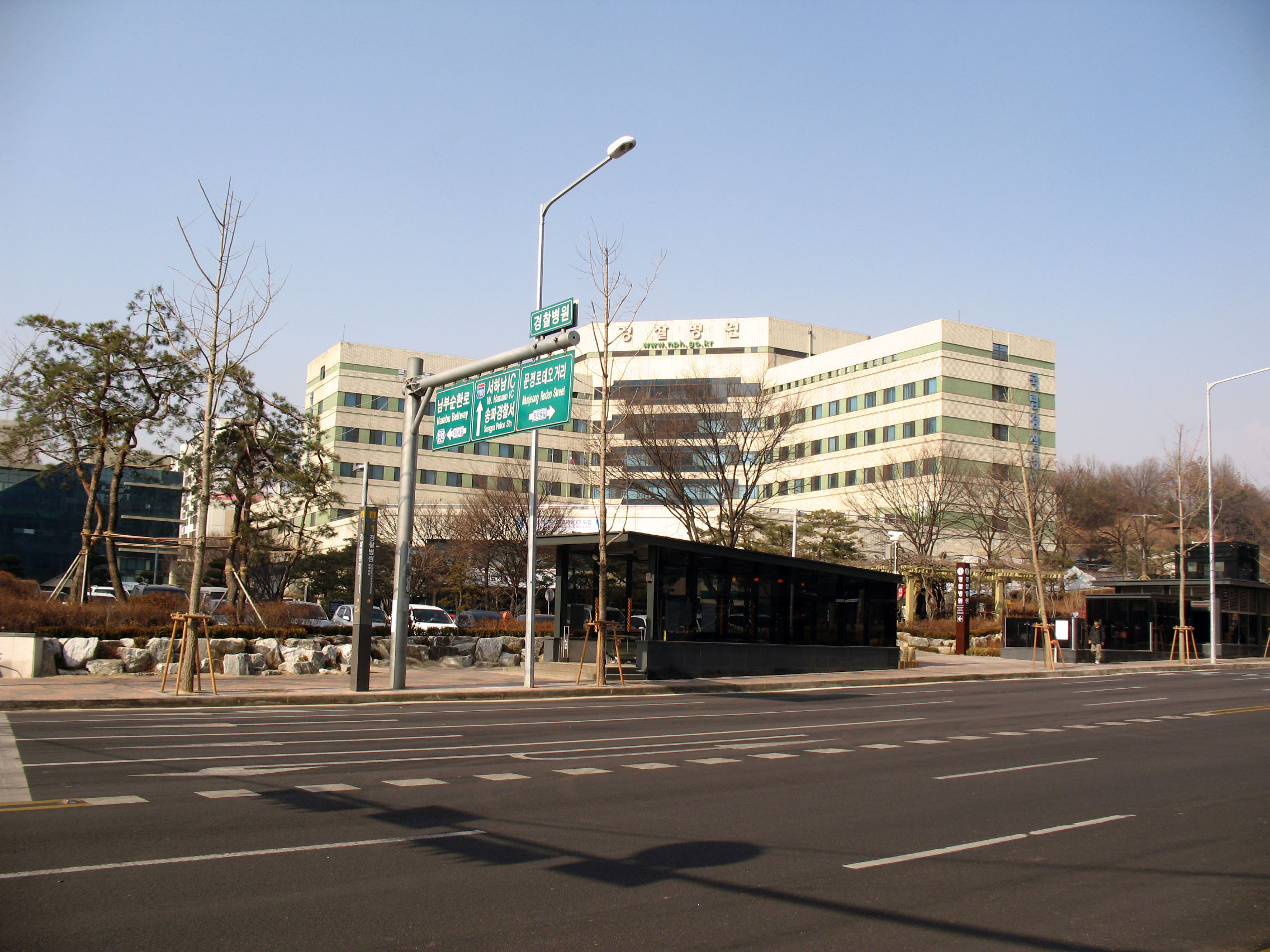
El Hospital Policial Nacional y la Salida 1